# Нюкёбинг (Зеландия)

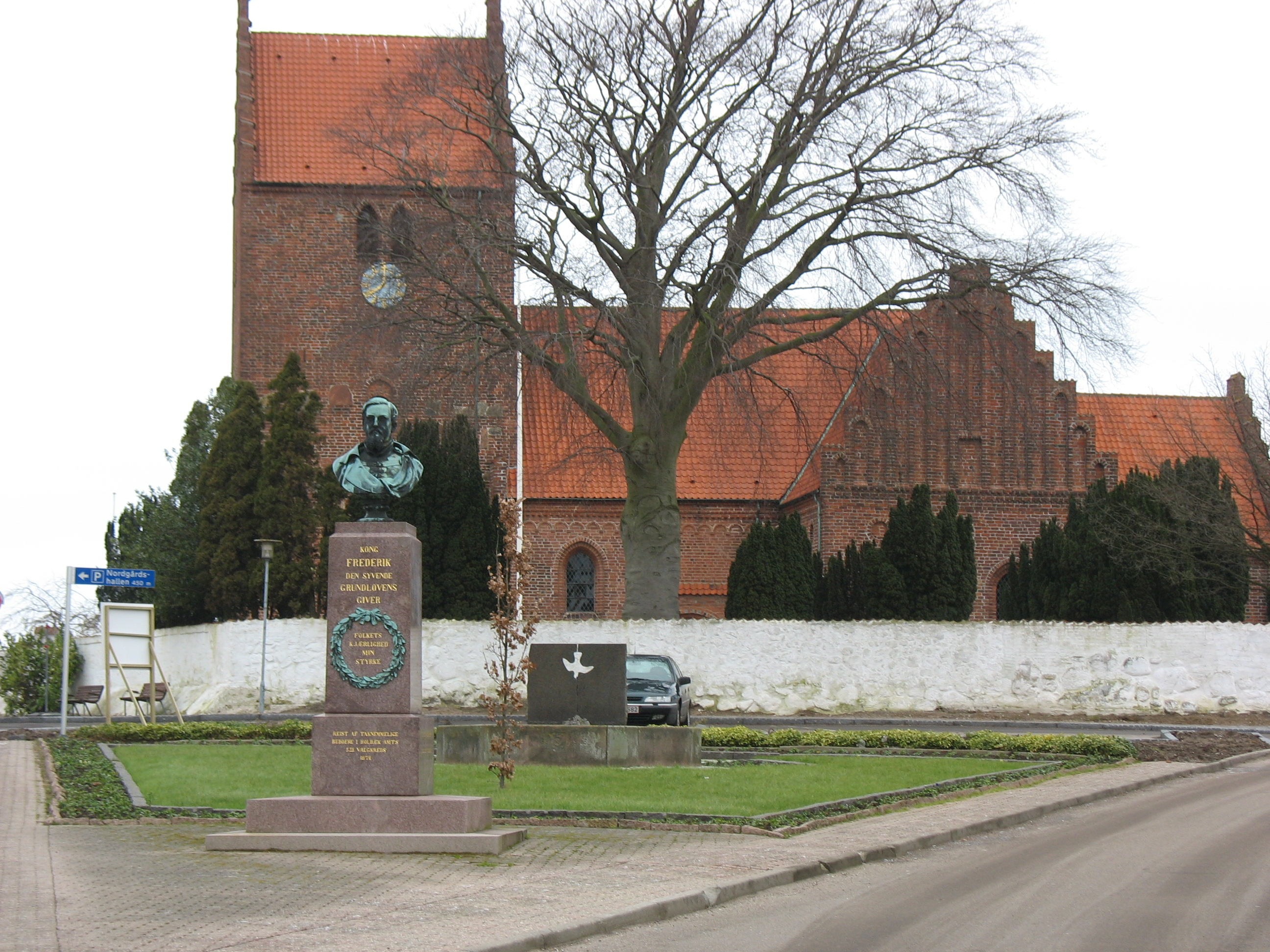

Нюкёбинг (дат. Nykøbing) — город в Дании.

## География
Город Нюкёбинг находится на северо-западе датского острова Зеландия, на побережье Исе-фьорда. Административно входит в состав коммуны Одсхерред. При городе находится грузовой порт; в летние месяцы Нюкобинг посещают многочисленные туристы, снимающие пригородные дачи и заполняющие местные пляжи.
Западно-зеландской железной дорогой Нюкёбинг соединён с городом Хольбек.

## История
Нюкёбинг является одним из старейших городов острова Зеландия. Впервые он документально упоминается во 2-й половине XIII столетия. Местная церковь же была построена ещё раньше, в 1-й половине XIII века. В 1290 году город повеогся нападению и был сожжён. В Средневековье здесь был рыболовецкий порт, местные жители специализировались на ловле сельди. Постепенно торговля занимает всё большее место в городской экономике, и в 1443 году Нюкёбинг получает городские права. В 1590 году здесь появляется латинская школа, преобразованная в 1740 году в школу на датском языке преподавания. К этому времени население Нюкёбинга насчитывало около 350 человек.

## Достопримечательности
Среди них следует отметить порт Нюкёбинга, местный краеведческий «Одсхерред-музей» и «музей Шерлока Холмса» — музей детективной литературы.